# Wessel Couzijn

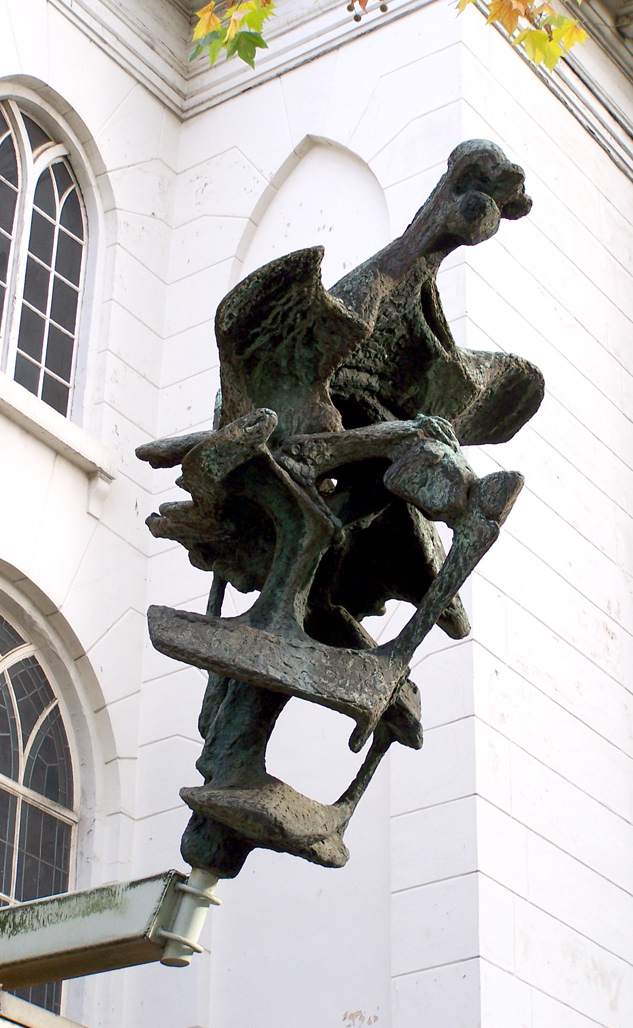
'Pájaro Volando (1955) Adquirido por Henk Bremer por la Iglesia de la rama de olivo (Olijftakkerk) en Ámsterdam, más tarde se trasladó a la entrada de la Singelkerk en Ámsterdam.

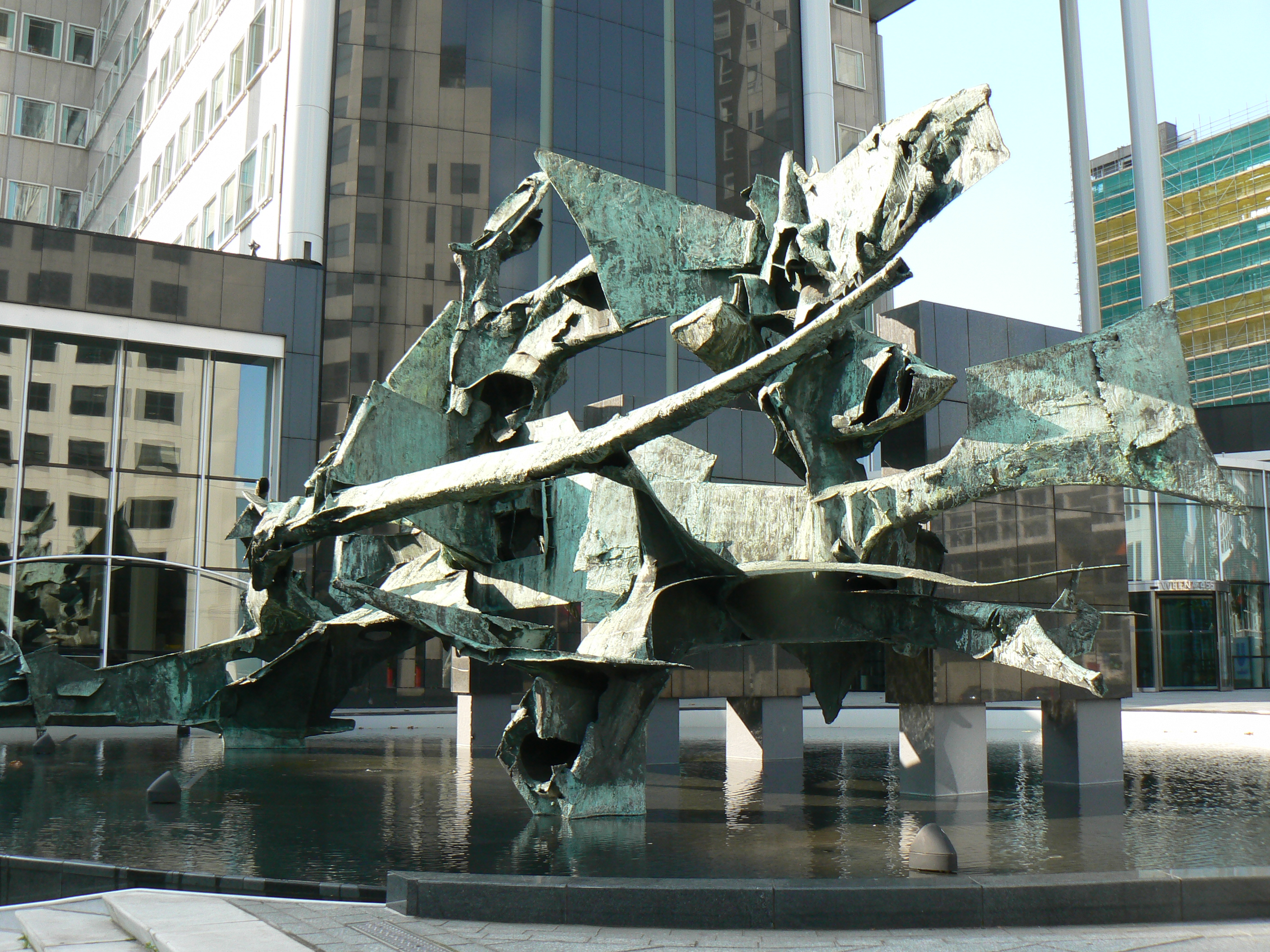
La unidad encarnada (1963) en la fuente frente a las oficinas centrales de Unilever en Weena, Róterdam.

Wessel Couzijn (Ámsterdam, 17 de junio de 1912 - Haarlem, 16 de mayo de 1984) fue un expresionista escultor judío de los Países Bajos. Utilizó diferentes formas de expresión artística durante su carrera: desde el dibujo, pasando por la pintura y la escultura.

## Datos biográficos
Wessel Couzijn se trasladó a los tres años con su madre a Nueva York. Tuvo poliomielitis, así que pasó varios años en los hospitales. Como resultado de la enfermedad el brazo de Couzijn presentaba limitaciones en sus funciones. El lado de ejercicio físico de la escultura fue, pues, importante para el escultor.
En 1930 Couzijn fue admitido en el departamento de pintura de la Academia Nacional de Bellas Artes en Ámsterdam. En ese departamento trabajó a menudo con el yeso. Couzijn estaba tan entusiasmado que se registra para la sección de escultura en la academia, que imparte el profesor Jan Bronner. Couzijn era un gran admirador de Bronner e hizo muchas imágenes dentro de las tendencias de la escultura arquitectónica marcadas por su maestro.
En 1936 Couzijn ganó el Premio de Roma, que le permitió hacer un viaje de estudios a Italia.
Al ser judío, Couzijn se vio forzado a huir a Nueva York en 1940. Aquí entró en contacto con artistas como Ossip Zadkine y Jackson Pollock. También se reunió con la artista judío-americana y escultora Pearl Perlmuter.
En diciembre de 1945 se casó con Pearl Perlmuter y se fue con ella a los Países Bajos.
En 1947 hizo Couzijn una piedra en memoria de los pasos del Ayuntamiento de Made (Brabante Septentrional). A Jan Bronner no le gustó mucho la escultura de su discípulo. Couzijn se mostró muy emocionado por su respuesta y se mostró dispuesto a seguir su propio camino. En 1948, el artista comenzó a trabajar con el bronce. El artista hizo en 1951 un diseño para el Monumento Nacional de la Marina Mercante en Róterdam. Este diseño fue un gran avance para él. Al aire libre, las formas sueltas que utilizó, todavía resultaban relativamente nuevas en los Países Bajos. Por primera vez reconoció la expansión de las superficies que sustentaría la carrera de Couzijn como escultor.
En 1959, formó, junto con Carel Kneulman y Tajiri, el Grupo A'dam. También estuvo involucrado en la creación de Ateliers '63 de Haarlem.
En 1960 Couzijn rompió a nivel nacional e internacional. En ese año el pabellón neerlandés en la Bienal de Venecia estuvo casi completamente dedicado a su trabajo. Allí mostró por primera vez la escultura en bronce "la unidad encarnada", que en 1963, fue colocada frente al edificio Unilever en Róterdam.

## Obras
Entre las mejores y más conocidas obras de Wessel Couzijn se incluyen las siguientes:
- Memorial del Ayuntamiento de Made (Brabante Septentrional).

- Monumento Nacional de la Marina Mercante en Róterdam 1951

- "la unidad encarnada", (Bienal de Venecia), colocada en 1963 frente al edificio Unilever en Róterdam (Colección Internacional de esculturas)(Ver imágenes)

- Monumento de la Marina Mercante Vlissingen

- La cama de bronce y de hierro

- Volando o África elevándose en la Ruta de esculturas de la Technische Universiteit  en Eindhoven[1]

- Sin título, relieve en balcón, fachada de un edificio en Groninga (Ver imágenes)

- "El mensajero", Róterdam

- Groot Landschap - Paisaje grande (1974) en el parque Sloter de Ámsterdam(Ver imagen)

- Omarming (1964), en el Parque Westbroek(Ver imagen)

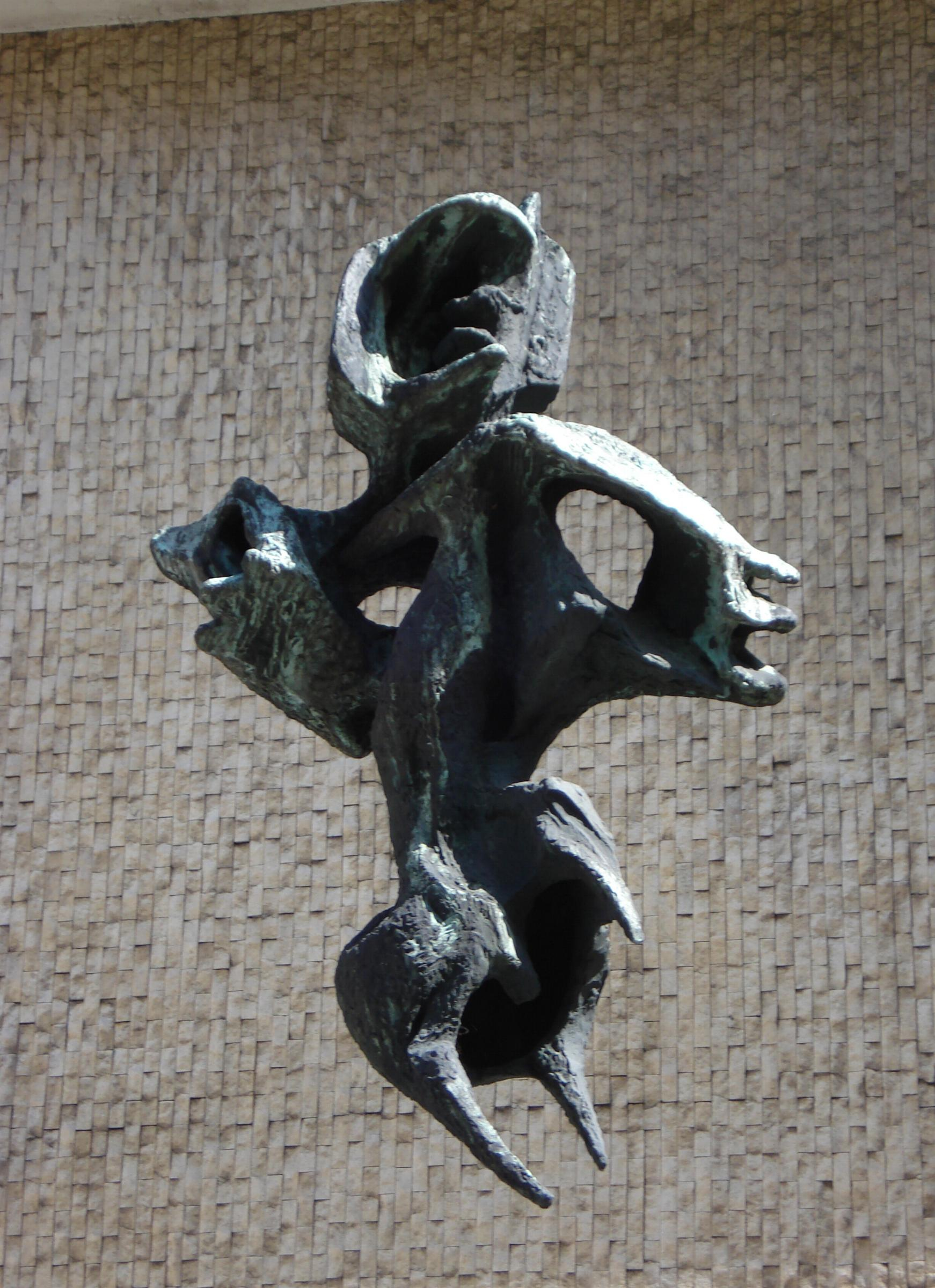
"El mensajero", Róterdam
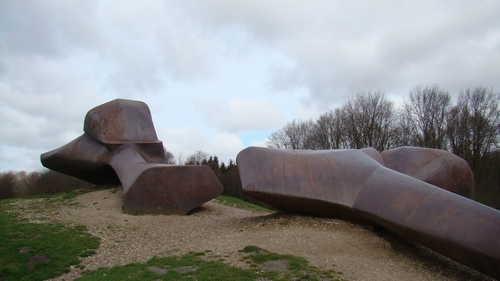
Groot Landschap (1974) en el parque Sloter de Ámsterdam
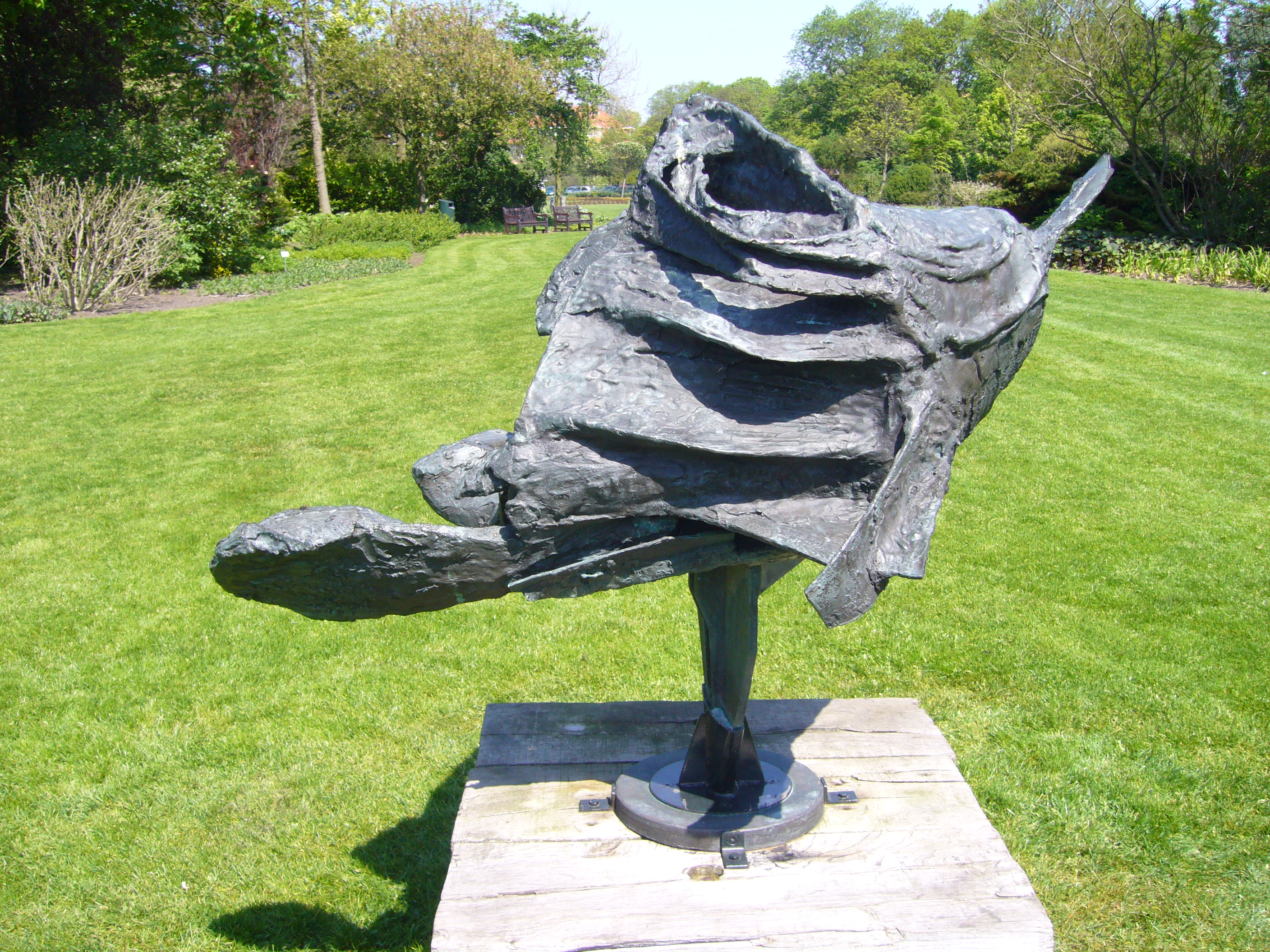
Omarming (1964), en el Parque Westbroek
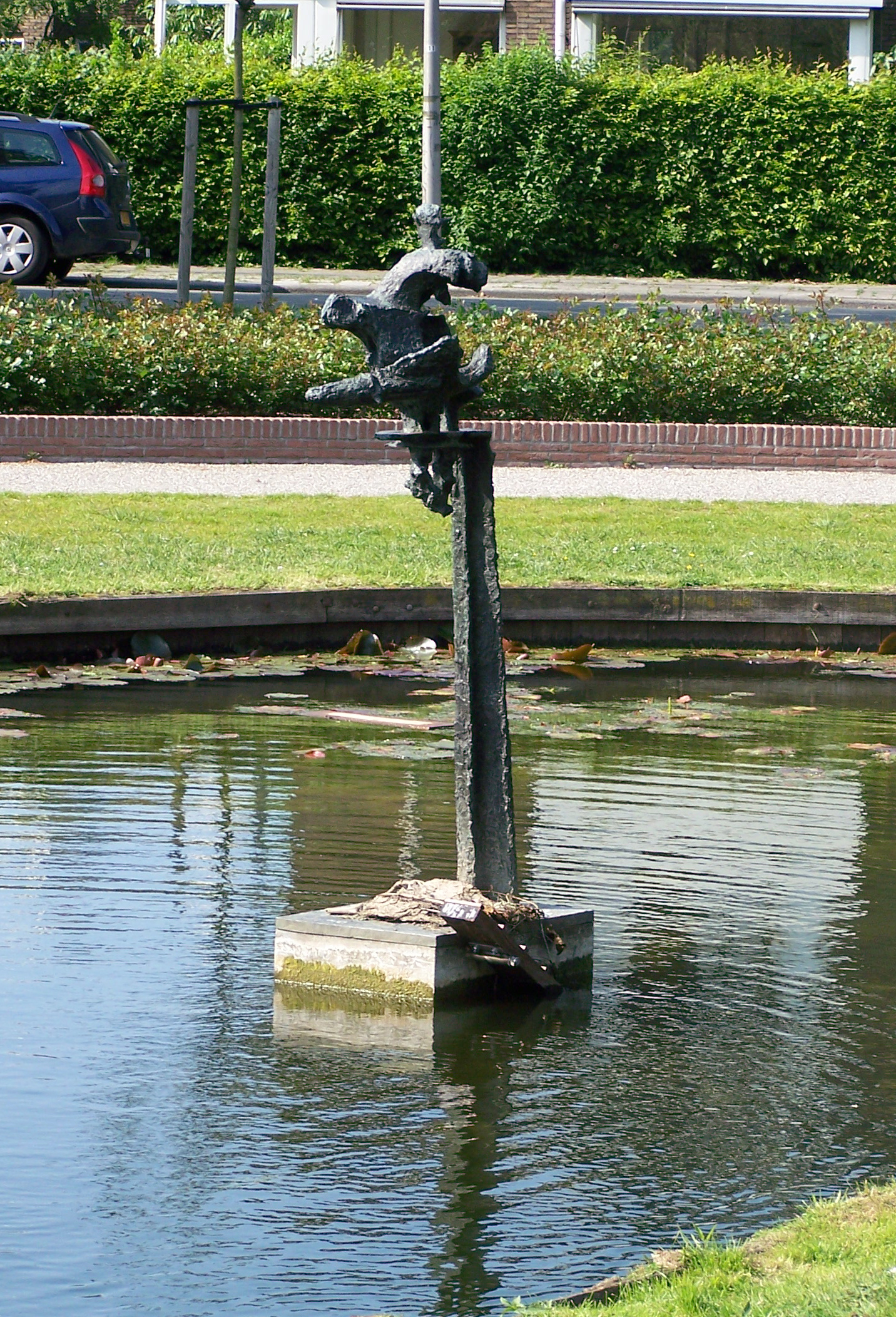
Pasión cautiva (sobre 1987) en Utrecht
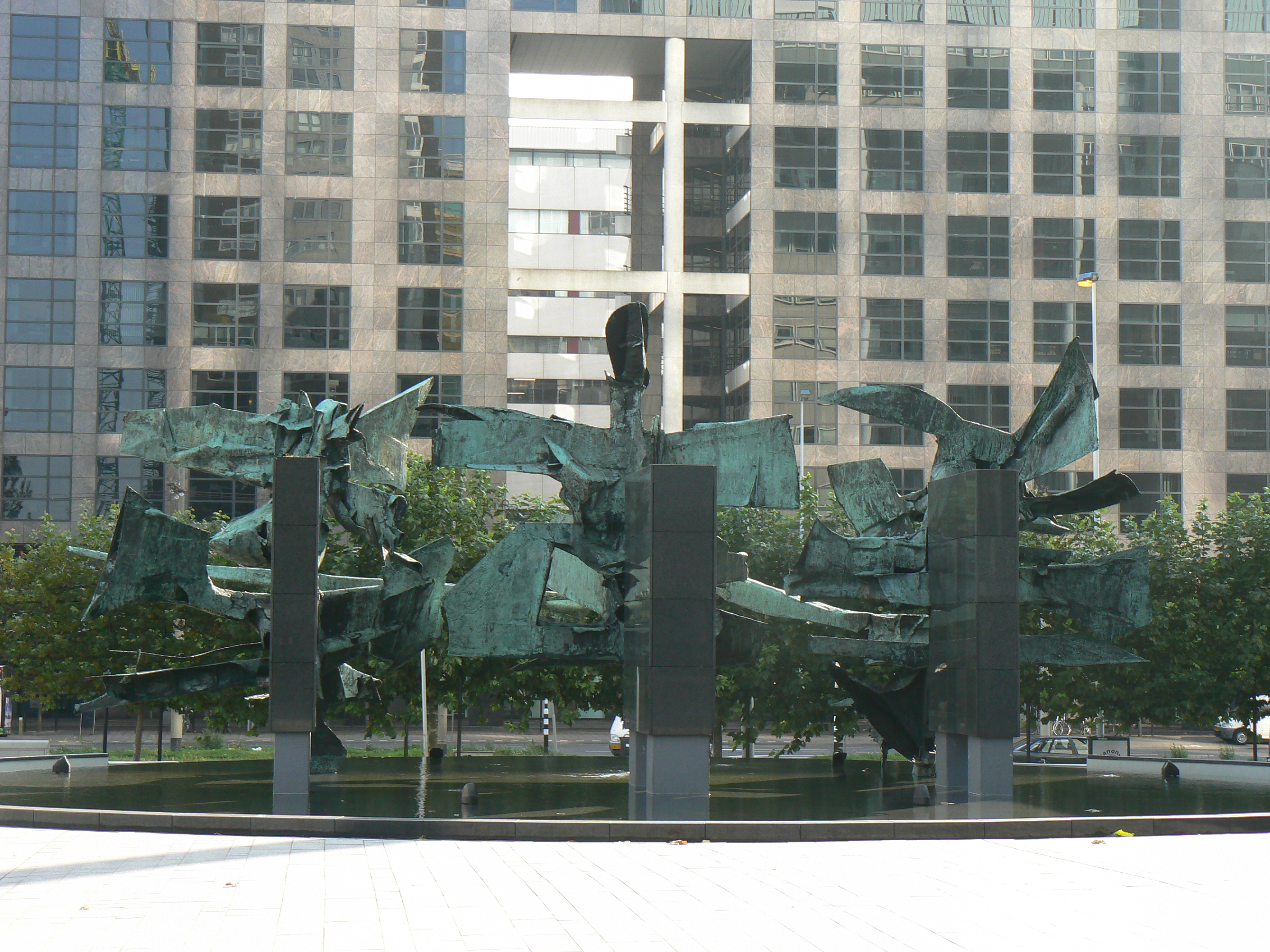
La unidad encarnada (1963) Róterdam
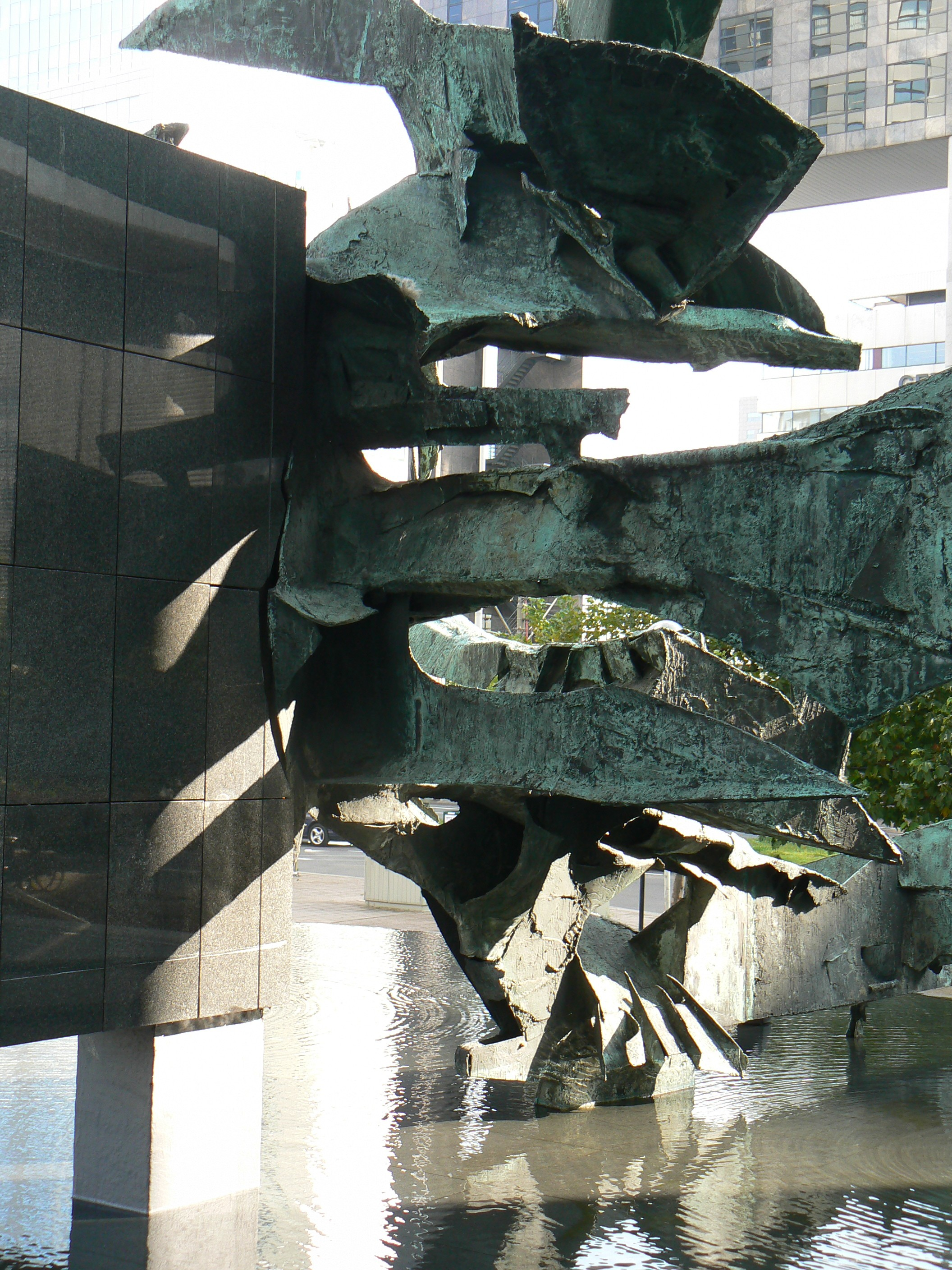
Detalle de la anterior
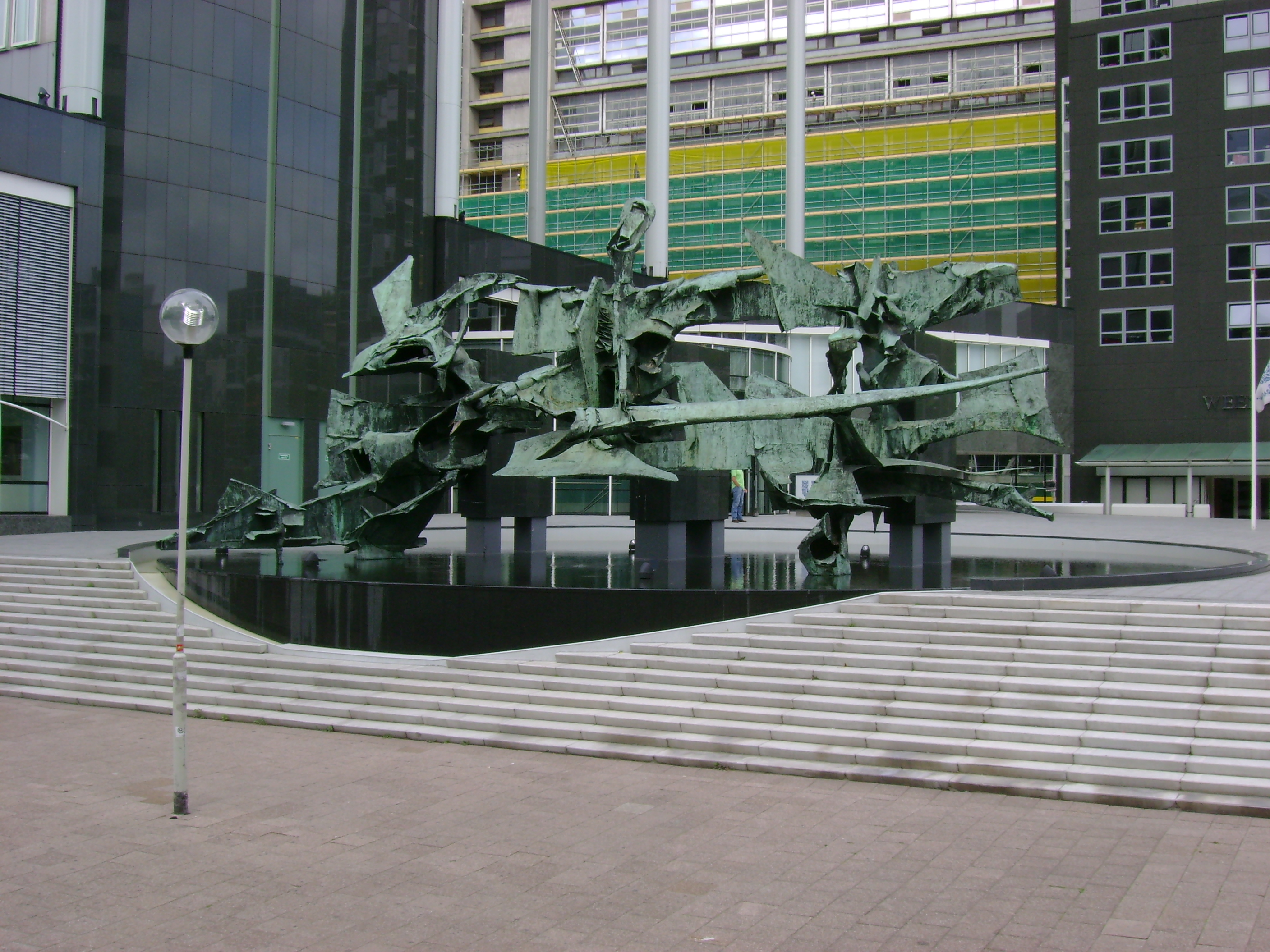
Detalle de la anterior
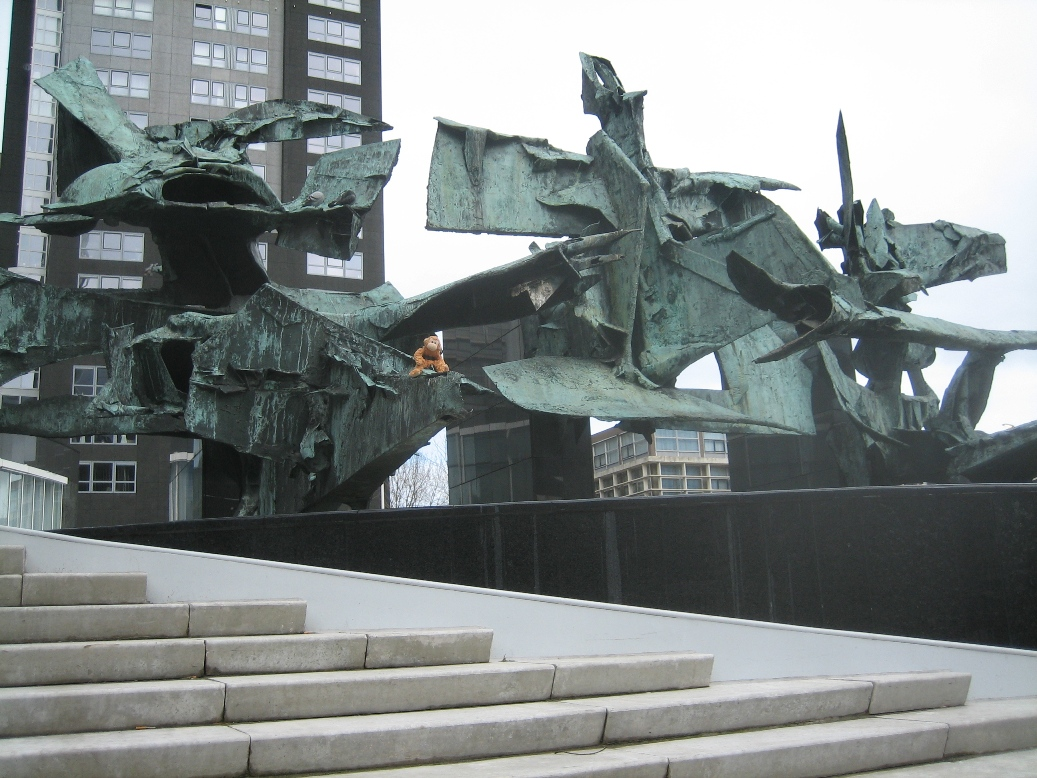
Detalle de la anterior
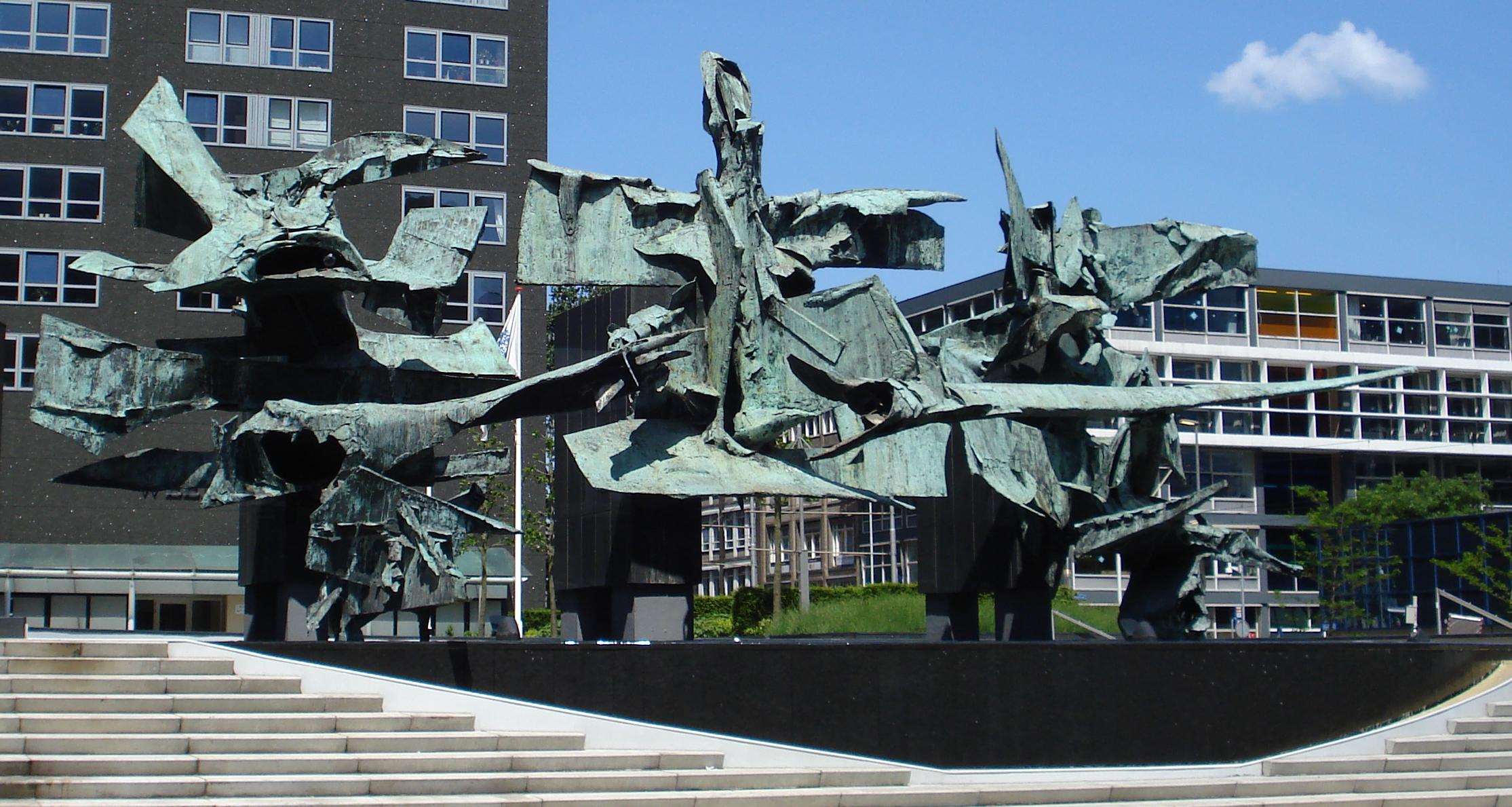
Detalle de la anterior
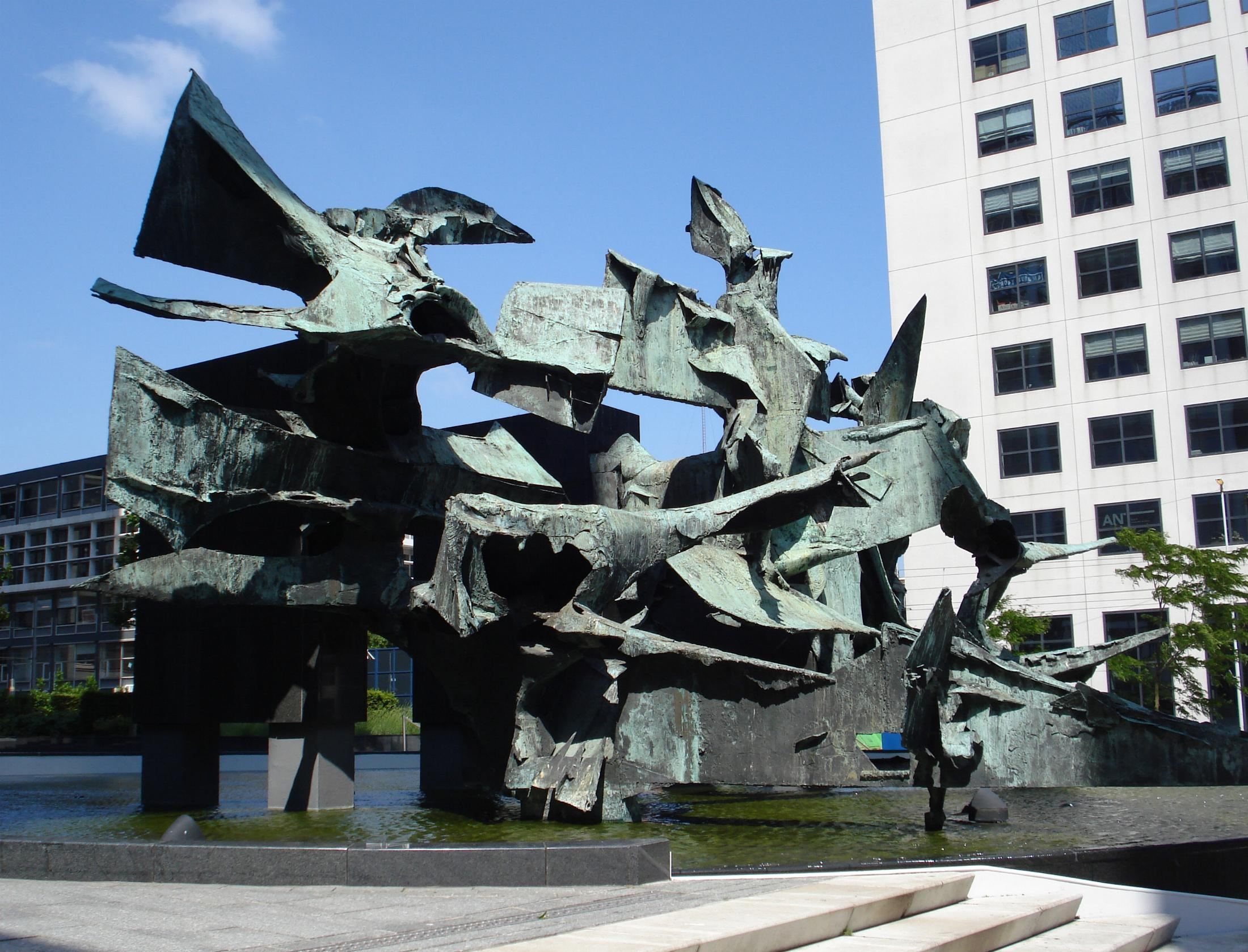
Detalle de la anterior
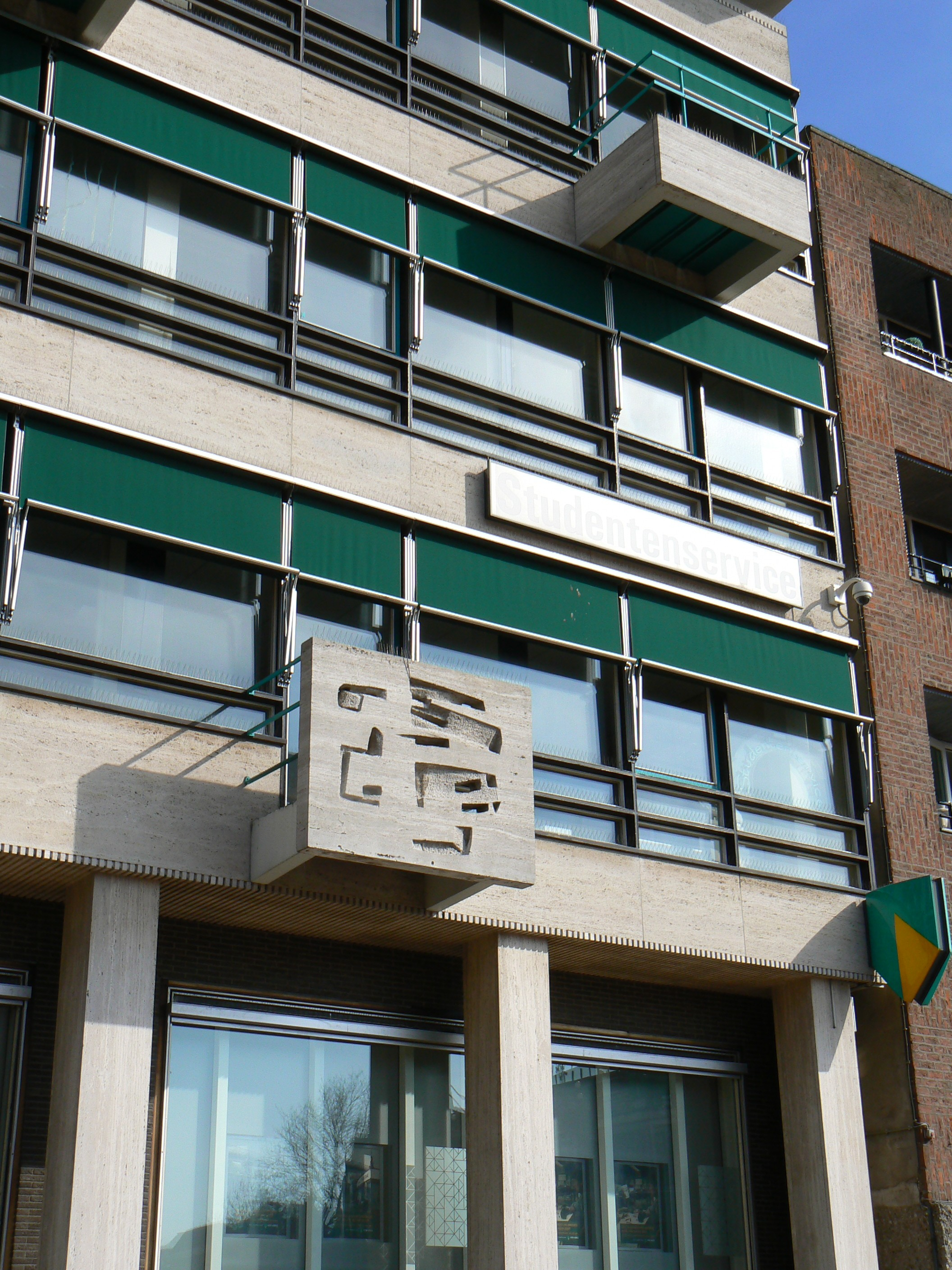
Sin título, relieve en balcón, fachada de un edificio en Groninga
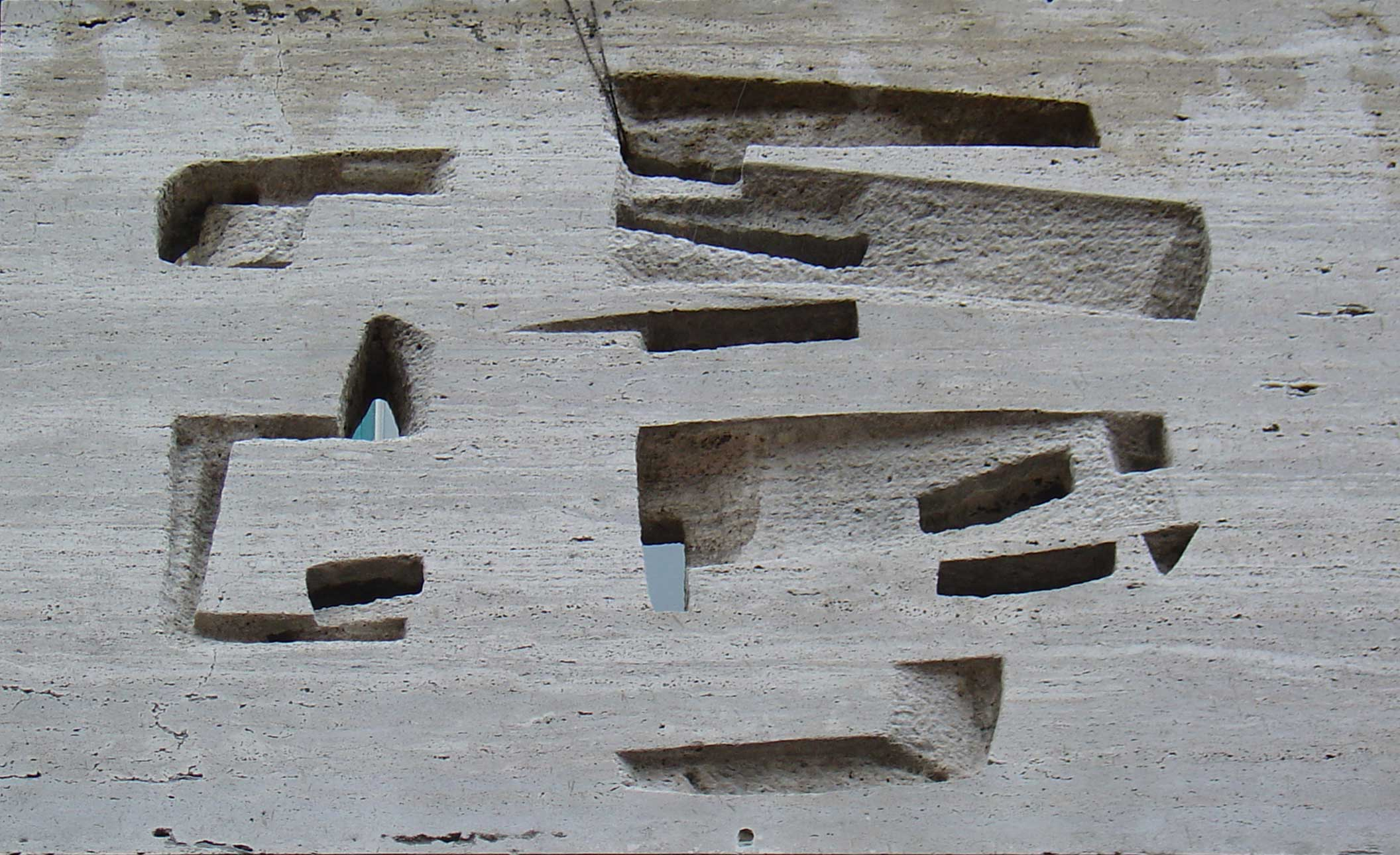
Sin título, detalle del relieve, Groninga

## Museos
Museos que tienen obras de Wessel Couzijn en su colección:
- Kröller-Müller Museum en Otterlo[2]
- Museo Boymans Van Beuningen en Róterdam
- Jewish Historical Museum en Ámsterdam[3]